# Lista de pinturas do Museu Nacional de Arte Antiga
Esta lista de pinturas do Museu Nacional de Arte Antiga é uma lista não exaustiva de
pinturas existentes Museu Nacional de Arte Antiga, não contendo todas as pinturas que fazem parte do acervo do MNAA, nem sequer das que se encontram expostas na exposição permanente, mas apenas das que se encontram registadas na Wikidata.
Composto por mais de 40 000 itens, o acervo do MNAA compreende o maior número de obras de Pintura, Escultura e Artes Decorativas, classificadas pelo Estado português como “tesouros nacionais”. Engloba também, nos diversos domínios, obras de referência do património artístico mundial.
Na segunda coluna desta lista, a designação em itálico significa que não existe artigo na Wikipédia sobre essa pintura, existindo apenas a ficha (elemento/item/objecto) Wikidata.
A lista está ordenada pela data de criação de cada pintura.
| Imagem | Título                                                                          | Criador                                         | Data de Criação               | Parte de                                        | Descrito em |
| ------ | ------------------------------------------------------------------------------- | ----------------------------------------------- | ----------------------------- | ----------------------------------------------- | ----------- |
|        | A Virgem Maria                                                                  | Pere Serra                                      | 1340                          |                                                 |             |
|        | Santa Ana e a Virgem Maria                                                      | Ramón Destorrents Arnau Bassa                   | década de 1340                |                                                 |             |
|        | Santa Bárbara                                                                   | Luis Borrassà                                   | 1380                          |                                                 |             |
|        | A Virgem Maria, o Menino Jesus e Santos                                         | No/unknown value                                | 1400                          |                                                 |             |
|        | A Virgem Maria com o Menino Jesus                                               | No/unknown value                                | século XIV                    |                                                 |             |
|        | A Virgem e o Menino, Santos e Episódios do Calvário e da Anunciação             | No/unknown value                                | século XIV                    |                                                 |             |
|        | A Anunciação                                                                    | Álvaro Pires de Évora                           | 1430                          |                                                 |             |
|        | Retrato de D. João I                                                            | No/unknown value                                | 1434                          |                                                 |             |
|        | Tríptico da Descida da Cruz                                                     | Bernardo Martorell                              | 1445                          |                                                 |             |
|        | Painéis de São Vicente de Fora                                                  | Nuno Gonçalves                                  | 1450                          |                                                 |             |
|        | Painel do Arcebispo (Painéis de São Vicente de Fora)                            | Nuno Gonçalves                                  | século XV 1450                | Painéis de São Vicente de Fora                  |             |
|        | Painel do Infante (Painéis de São Vicente de Fora)                              | Nuno Gonçalves                                  | 1450                          | Painéis de São Vicente de Fora                  |             |
|        | Painel dos Cavaleiros (Painéis de São Vicente de Fora)                          | Nuno Gonçalves                                  | século XV 1450                | Painéis de São Vicente de Fora                  |             |
|        | Painel dos Frades (Painéis de São Vicente de Fora)                              | Nuno Gonçalves                                  | século XV 1450                | Painéis de São Vicente de Fora                  |             |
|        | Painel dos Pescadores                                                           | Nuno Gonçalves                                  | século XV 1450                | Painéis de São Vicente de Fora                  |             |
|        | São Vicente Atado à Coluna                                                      | Nuno Gonçalves                                  | século XV 1450                |                                                 |             |
|        | Painel da Relíquia                                                              | Nuno Gonçalves                                  | século XV 1450                | Painéis de São Vicente de Fora                  |             |
|        | Tríptico do Infante D. Fernando                                                 | No/unknown value                                | 1450                          |                                                 |             |
|        | Profeta Miqueias                                                                | No/unknown value                                | 1450                          |                                                 |             |
|        | A Virgem Maria e o Menino Jesus com dois Anjos                                  | No/unknown value                                | 1450                          |                                                 |             |
|        | Ceia de Cristo em Emaús                                                         | No/unknown value                                | 1451                          |                                                 |             |
|        | Santo Agostinho                                                                 | Piero della Francesca                           | 1454                          | Políptico de Santo Agostinho                    |             |
|        | São Francisco                                                                   | Nuno Gonçalves                                  | década de 1460 século XV      |                                                 |             |
|        | São Paulo                                                                       | Nuno Gonçalves                                  | 1470 século XV                |                                                 |             |
|        | São Lucas retratando a Virgem                                                   | Hugo van der Goes                               | 1470                          |                                                 |             |
|        | São Teotónio                                                                    | Nuno Gonçalves                                  | 1470                          |                                                 |             |
|        | São Vicente na Cruz em Aspa                                                     | Nuno Gonçalves                                  | 1470                          |                                                 |             |
|        | Natividade                                                                      | No/unknown value                                | 1475                          |                                                 |             |
|        | Supper at Emmaus                                                                | No/unknown value                                | século XV                     |                                                 |             |
|        | São Damião                                                                      | Bartolomé Bermejo Martín Bernat                 | século XV                     |                                                 |             |
|        | Casamento Místico de Santa Catarina                                             | Mestre da Folhagem Bordada                      | 1485                          |                                                 |             |
|        | Virgem e o Menino                                                               | Hans Memling                                    | 1485                          |                                                 |             |
|        | Retrato de João de Luxemburgo, Seigneur de Ville (1475-1508)                    | No/unknown value                                | 1490                          |                                                 |             |
|        | Estigmatização de São Francisco                                                 | No/unknown value                                | 1495                          |                                                 |             |
|        | Tríptico da Virgem com o Menino e Anjos, S. João Baptista e S. João Evangelista | Mestre do Triptico de Morrison                  | 1500                          |                                                 |             |
|        | A Virgem do Leite                                                               | No/unknown value                                | século XV                     |                                                 |             |
|        | Profeta Isaías                                                                  | No/unknown value                                | século XV                     |                                                 |             |
|        | Rei David                                                                       | No/unknown value                                | século XV                     |                                                 |             |
|        | Santo André                                                                     | No/unknown value                                | século XV                     |                                                 |             |
|        | São João Evangelista (MNAA)                                                     | No/unknown value                                | século XV                     |                                                 |             |
|        | Santa Bárbara                                                                   | No/unknown value                                | 1500                          |                                                 |             |
|        | A Virgem Maria e o Menino Jesus e Anjos músicos                                 | No/unknown value                                | 1500                          |                                                 |             |
|        | compianto                                                                       |                                                 | 1500                          |                                                 |             |
|        | As Tentações de Santo Antão                                                     | Hieronymus Bosch                                | 1501                          |                                                 |             |
|        | Tríptico da Apresentação do Menino no Templo                                    | Goswijn van der Weyden                          | 1501                          |                                                 |             |
|        | Repouso na fuga para o Egipto                                                   | Gerard David                                    | 1501                          |                                                 |             |
|        | A Virgem Maria, o Menino Jesus e um Anjo                                        | Eduardo, o Português                            | 1501                          |                                                 |             |
|        | São Jerónimo                                                                    | Dirck Jacobsz                                   | 1501                          |                                                 |             |
|        | Retrato de homem                                                                | Franciabigio                                    | 1501                          |                                                 |             |
|        | Tríptico da Sagrada Família                                                     | Mabuse                                          | 1501                          |                                                 |             |
|        | Santa Catarina e Santa Margarida                                                | Goswijn van der Weyden                          | 1501                          | Tríptico da Apresentação do Menino no Templo    |             |
|        | Santo Eusébio Ressuscitando Três Pessoas                                        | Rafael Sanzio                                   | 1502                          |                                                 |             |
|        | Inferno (MNAA)                                                                  | Mestre anônimo do Inferno                       | 1505                          |                                                 |             |
|        | Nossa Senhora da Graça com o Menino, Santa Julita e São Guerito                 | Francisco Henriques                             | década de 1500                |                                                 |             |
|        | Calvário                                                                        | Quentin Matsys                                  | 1505                          | Políptico das Sete Dores de Maria               |             |
|        | Cristo a caminho do Calvário                                                    | Quentin Matsys                                  | 1505                          | Políptico das Sete Dores de Maria               |             |
|        | Políptico do Convento de São Francisco de Évora                                 | Francisco Henriques                             | 1508                          |                                                 |             |
|        | Aparição de Cristo a Maria Madalena                                             | Francisco Henriques                             | década de 1510 1508           |                                                 |             |
|        | Descida da Cruz                                                                 | Francisco Henriques                             | 1508                          | Políptico do Convento de São Francisco de Évora |             |
|        | Degolação dos Cinco Mártires de Marrocos                                        | Francisco Henriques                             | 1508                          | Políptico do Convento de São Francisco de Évora |             |
|        | Missa de São Gregório                                                           | Francisco Henriques                             | 1508                          | Políptico do Convento de São Francisco de Évora |             |
|        | Apanha do Maná no Deserto                                                       | Francisco Henriques                             | 1508                          | Políptico do Convento de São Francisco de Évora |             |
|        | Encontro de Abraão e Melquisedeque                                              | Francisco Henriques                             | 1508                          | Políptico do Convento de São Francisco de Évora |             |
|        | Última Ceia                                                                     | Francisco Henriques                             | 1508                          | Políptico do Convento de São Francisco de Évora |             |
|        | Cristo a Caminho do Calvário                                                    | Francisco Henriques                             | 1508                          | Políptico do Convento de São Francisco de Évora |             |
|        | Cristo no Horto                                                                 | Francisco Henriques                             | 1508                          | Políptico do Convento de São Francisco de Évora |             |
|        | Deposição de Cristo no Túmulo                                                   | Francisco Henriques                             | 1508                          | Políptico do Convento de São Francisco de Évora |             |
|        | São Bernardino de Siena e Santo António                                         | Francisco Henriques                             | 1508                          | Políptico do Convento de São Francisco de Évora |             |
|        | São Boaventura e São Luís de Tolosa                                             | Francisco Henriques                             | 1508                          | Políptico do Convento de São Francisco de Évora |             |
|        | Pentecostes                                                                     | Francisco Henriques                             | 1508                          |                                                 |             |
|        | São Cosme, São Tomé e São Damião                                                | Francisco Henriques                             | 1508                          |                                                 |             |
|        | Políptico das Sete Dores de Maria                                               | Quentin Matsys                                  | 1509                          |                                                 |             |
|        | Nossa Senhora das Neves                                                         | Francisco Henriques                             | 1509                          |                                                 |             |
|        | Nossa Senhora das Dores                                                         | Quentin Matsys                                  | 1509 1510                     | Políptico das Sete Dores de Maria               |             |
|        | Apresentação do Menino no Templo                                                | Quentin Matsys                                  | 1509                          | Políptico das Sete Dores de Maria               |             |
|        | Menino Jesus entre os Doutores                                                  | Quentin Matsys                                  | 1509                          | Políptico das Sete Dores de Maria               |             |
|        | São João Evangelista e as Santas Mulheres depois do enterro de Cristo           | Quentin Matsys                                  | 1509                          | Políptico das Sete Dores de Maria               |             |
|        | Catherine da Saxônia como Salomé                                                | Lucas Cranach, o Velho                          | século XVI 1510               |                                                 |             |
|        | Tríptico dos Infantes                                                           | Mestre da Lourinhã                              | década de 1510                |                                                 |             |
|        | A Virgem, o Menino e São João Baptista                                          | Cesare da Sesto                                 | 1510                          |                                                 |             |
|        | A Virgem do Leite                                                               | Ambrosius Benson                                | 1510                          |                                                 |             |
|        | A Virgem Maria e o Menino Jesus com Anjos                                       | No/unknown value                                | 1510                          |                                                 |             |
|        | Cristo coroado de espinhos                                                      | No/unknown value                                | 1510                          |                                                 |             |
|        | Tríptico da Descida da Cruz                                                     | Eduardo, o Português                            | 1510                          |                                                 |             |
|        | A Virgem e o Menino                                                             | No/unknown value                                | 1510                          |                                                 |             |
|        | Crucificação                                                                    | Grão Vasco                                      | década de 1510                |                                                 |             |
|        | presentazione al tempio                                                         | Quentin Matsys                                  | década de 1510                |                                                 |             |
|        | Kreuzweg                                                                        | Quentin Matsys                                  | 1510                          |                                                 |             |
|        | due vescovi                                                                     |                                                 | século XVI                    |                                                 |             |
|        | A Virgem, o Menino e um Anjo                                                    | Eduardo, o Português                            | século XVI                    |                                                 |             |
|        | Políptico do Convento da Madre de Deus                                          | Jorge Afonso                                    | 1515                          |                                                 |             |
|        | Tríptico de Nossa Senhora da Misericórdia                                       | Jan Provoost                                    | 1515                          |                                                 |             |
|        | Anunciação (Madre de Deus)                                                      | Jorge Afonso                                    | 1515                          | Políptico do Convento da Madre de Deus          |             |
|        | Adoração dos Pastores                                                           | Jorge Afonso                                    | 1515                          | Políptico do Convento da Madre de Deus          |             |
|        | Adoração dos Reis Magos                                                         | Jorge Afonso                                    | 1515                          | Políptico do Convento da Madre de Deus          |             |
|        | Ascensão de Cristo                                                              | Jorge Afonso                                    | 1515                          | Políptico do Convento da Madre de Deus          |             |
|        | Assunção da Virgem                                                              | Jorge Afonso                                    | 1515                          | Políptico do Convento da Madre de Deus          |             |
|        | Pentecostes                                                                     | Jorge Afonso                                    | 1515                          | Políptico do Convento da Madre de Deus          |             |
|        | S. Francisco entregando os Estatutos da Ordem a Santa Clara                     | Jorge Afonso                                    | 1515                          | Políptico do Convento da Madre de Deus          |             |
|        | São Sebastião                                                                   | Jan Provoost                                    | 1515                          | Tríptico de Nossa Senhora da Misericórdia       |             |
|        | São Cristovão                                                                   | Jan Provoost                                    | 1515                          | Tríptico de Nossa Senhora da Misericórdia       |             |
|        | Nossa Senhora da Misericórdia                                                   | Jan Provoost                                    | 1515                          | Tríptico de Nossa Senhora da Misericórdia       |             |
|        | O Príncipe D. João e São João Baptista                                          | Mestre da Lourinhã                              | 1515                          | Tríptico dos Infantes                           |             |
|        | O Príncipe D. Luís e um santo Dominicano                                        | Mestre da Lourinhã                              | 1515                          | Tríptico dos Infantes                           |             |
|        | Virgem do leite                                                                 | Frei Carlos                                     | 1518                          |                                                 |             |
|        | Virgem com o Menino entre Santos e Anjos                                        | Hans Holbein, o Velho                           | 1519                          |                                                 |             |
|        | Cristo Envia São João e São Tiago em Missão Apostólica                          | Mestre da Lourinhã                              | década de 1520                | Políptico do Convento de Santiago de Palmela    |             |
|        | Santiago e Hermógenes                                                           | Mestre da Lourinhã                              | década de 1520                | Políptico do Convento de Santiago de Palmela    |             |
|        | A Visitação                                                                     | Gregório Lopes Jorge Leal                       | década de 1520                | Políptico da Capela do Salvador                 |             |
|        | Retábulo de Santa Auta                                                          | Mestre do Retábulo de Santa Auta                | 1520                          |                                                 |             |
|        | Políptico da Capela do Salvador                                                 | Gregório Lopes Jorge Leal                       | 1520                          |                                                 |             |
|        | Políptico do Convento de Santiago de Palmela                                    | Mestre da Lourinhã                              | 1520                          |                                                 |             |
|        | Menino Jesus entre os Doutores                                                  | Cristóvão de Figueiredo                         | década de 1520                |                                                 |             |
|        | Tríptico do Calvário                                                            | Frei Carlos                                     | década de 1520                |                                                 |             |
|        | Ascensão de Cristo                                                              | Frei Carlos                                     | década de 1520                |                                                 |             |
|        | Tríptico da Lamentação com Santos Franciscanos                                  | Grão Vasco                                      | década de 1510 década de 1520 |                                                 |             |
|        | Lamentação sobre Cristo Morto do Tríptico da Lamentação                         | Grão Vasco                                      | década de 1520                | Tríptico da Lamentação com Santos Franciscanos  |             |
|        | Santo António do Tríptico da Lamentação                                         | Grão Vasco                                      | década de 1520                | Tríptico da Lamentação com Santos Franciscanos  |             |
|        | São Francisco de Assis do Tríptico da Lamentação                                | Grão Vasco                                      | década de 1520                | Tríptico da Lamentação com Santos Franciscanos  |             |
|        | Retrato de D. Isabel de Portugal                                                | No/unknown value                                | década de 1520                |                                                 |             |
|        | Assunção da Virgem Maria                                                        | Frei Carlos                                     | década de 1520                |                                                 |             |
|        | Ecce Homo                                                                       | Cristóvão de Figueiredo                         | 1520                          |                                                 |             |
|        | Bom Pastor                                                                      | Frei Carlos                                     | década de 1520                |                                                 |             |
|        | Ressurreição                                                                    | Frei Carlos                                     | década de 1520                |                                                 |             |
|        | São Francisco recebe os Estigmas                                                | Frei Carlos                                     | década de 1520                |                                                 |             |
|        | Santo António com o Menino Jesus                                                | Frei Carlos                                     | década de 1520                |                                                 |             |
|        | A Virgem Maria e o Menino Jesus e dois Anjos                                    | Frei Carlos                                     | década de 1520                |                                                 |             |
|        | São Mateus e São João Evangelista                                               | Garcia Fernandes                                | 1520                          |                                                 |             |
|        | São Jerónimo em Adoração                                                        | Joachim Patinir                                 | 1520                          |                                                 |             |
|        | Santa Clara e Santa Coleta                                                      | Mestre da Lourinhã                              | 1520                          |                                                 |             |
|        | Encontro de Santa Úrsula e do Princípe Conan                                    | Mestre do Retábulo de Santa Auta                | 1520                          | Retábulo de Santa Auta                          |             |
|        | Adoração dos Reis Magos                                                         | Gregório Lopes Jorge Leal                       | 1520                          | Políptico da Capela do Salvador                 |             |
|        | Apresentação do Menino no Templo                                                | Gregório Lopes Jorge Leal                       | 1520                          | Políptico da Capela do Salvador                 |             |
|        | Menino Jesus entre os Doutores                                                  | Gregório Lopes Jorge Leal                       | 1520                          | Políptico da Capela do Salvador                 |             |
|        | São Tiago combatendo os Mouros                                                  | Mestre da Lourinhã                              | 1520                          | Políptico do Convento de Santiago de Palmela    |             |
|        | Aparição da Virgem a um Mestre da Ordem de Santiago                             | Mestre da Lourinhã                              | 1520                          | Políptico do Convento de Santiago de Palmela    |             |
|        | Investidura de um Mestre da Ordem de Santiago                                   | Mestre da Lourinhã                              | 1520                          |                                                 |             |
|        | Entrega da Bandeira a um Mestre da Ordem de Santiago                            | Mestre da Lourinhã                              | 1520                          | Políptico do Convento de Santiago de Palmela    |             |
|        | Pregação de São Tiago                                                           | Mestre da Lourinhã                              | 1520                          | Políptico do Convento de Santiago de Palmela    |             |
|        | O Corpo de São Tiago conduzido ao Paço da Rainha Loba                           | Mestre da Lourinhã                              | 1520                          |                                                 |             |
|        | Martírio das onze mil Virgens                                                   | Mestre do Retábulo de Santa Auta                | 1520                          | Retábulo de Santa Auta                          |             |
|        | Partida de Colónia das Relíquias de Santa Auta                                  | Gregório Lopes Cristóvão de Figueiredo          | 1520                          | Retábulo de Santa Auta                          |             |
|        | Chegada das Relíquias de Santa Auta à Igreja da Madre de Deus                   | Mestre do Retábulo de Santa Auta Gregório Lopes | 1520                          | Retábulo de Santa Auta                          |             |
|        | O Papa Ciríaco abençoa Santa Úrsula e as suas companheiras                      | Mestre do Retábulo de Santa Auta                | 1520                          | Retábulo de Santa Auta                          |             |
|        | Santa Margarida e Santa Maria Madalena                                          | Gregório Lopes                                  | década de 1520                | Políptico do Convento do Paraíso                |             |
|        | A Virgem e o Menino                                                             | Mestre das Meias Figuras                        | década de 1520                |                                                 |             |
|        | A Virgem e o Menino                                                             | No/unknown value                                | 1520                          |                                                 |             |
|        | Pentecostes                                                                     | No/unknown value                                | 1520                          |                                                 |             |
|        | Anunciação                                                                      | No/unknown value                                | 1520                          |                                                 |             |
|        | São Jerónimo entrega o hábito a Santa Eustóquia com Santa Paula                 | Mestre da Lourinhã                              | 1520                          |                                                 |             |
|        | Santo António                                                                   | No/unknown value                                | década de 1520                |                                                 |             |
|        | Vanitas                                                                         | No/unknown value                                | década de 1520                | Santo António                                   |             |
|        | Pentecost                                                                       | No/unknown value                                | 1520                          |                                                 |             |
|        | São Jerónimo                                                                    | Albrecht Dürer                                  | 1521                          |                                                 |             |
|        | Anunciação                                                                      | Frei Carlos                                     | 1523                          |                                                 |             |
|        | Biddende Maria                                                                  | Joos van Cleve                                  | século XVI                    |                                                 |             |
|        | Políptico do Mosteiro de Santa Cruz                                             | Cristóvão de Figueiredo                         | década de 1520 1525           |                                                 |             |
|        | Santo António pregando aos peixes                                               | Garcia Fernandes                                | 1525                          |                                                 |             |
|        | Sagrada Família                                                                 | No/unknown value                                | 1525                          |                                                 |             |
|        | Sagrada Familia                                                                 | Ludovico Mazzolino                              | 1525                          |                                                 |             |
|        | Deposição no Túmulo                                                             | Cristóvão de Figueiredo                         | 1525                          | Políptico do Mosteiro de Santa Cruz             |             |
|        | Retrato de Vasco da Gama                                                        | No/unknown value                                | 1525 século XVI               |                                                 |             |
|        | Elevação do corpo de Santa Catarina de Alexandria                               | No/unknown value                                | 1525                          | Retábulo de Santa Catarina                      |             |
|        | A Virgem Maria com o Menino Jesus                                               | Jan van Scorel                                  | 1526                          |                                                 |             |
|        | Políptico do Convento do Paraíso                                                | Gregório Lopes                                  | 1527                          |                                                 |             |
|        | Visitação                                                                       | Gregório Lopes                                  | 1527                          | Políptico do Convento do Paraíso                |             |
|        | Casamento da Virgem                                                             | Gregório Lopes                                  | 1527                          | Políptico do Convento do Paraíso                |             |
|        | Anunciação                                                                      | Gregório Lopes                                  | 1527                          | Políptico do Convento do Paraíso                |             |
|        | Natividade                                                                      | Gregório Lopes                                  | 1527                          | Políptico do Convento do Paraíso                |             |
|        | Adoração dos Reis Magos                                                         | Gregório Lopes                                  | 1527                          | Políptico do Convento do Paraíso                |             |
|        | Apresentação do Menino no Templo                                                | Gregório Lopes                                  | 1527                          | Políptico do Convento do Paraíso                |             |
|        | Morte da Virgem                                                                 | Gregório Lopes                                  | 1527                          | Políptico do Convento do Paraíso                |             |
|        | Fuga para o Egipto                                                              | Gregório Lopes                                  | 1527                          | Políptico do Convento do Paraíso                |             |
|        | Santa Luzia e Santa Ágata                                                       | Gregório Lopes                                  | 1527                          | Políptico do Convento do Paraíso                |             |
|        | Aparição de Cristo à Virgem Maria                                               | Frei Carlos                                     | 1529                          |                                                 |             |
|        | Políptico do Mestre dos Arcos                                                   | Mestre dos Arcos                                | 1530                          |                                                 |             |
|        | Retrato de Leonor de Áustria                                                    | Joos van Cleve                                  | 1530                          |                                                 |             |
|        | Ecce Homo                                                                       | Frei Carlos                                     | 1530                          |                                                 |             |
|        | São Luís, Rei de França                                                         | No/unknown value                                | 1530                          |                                                 |             |
|        | Visão de Santo Antão                                                            | Mestre dos Arcos                                | 1530                          | Políptico do Mestre dos Arcos                   |             |
|        | Pregação de São João Baptista                                                   | Mestre dos Arcos                                | 1530                          | Políptico do Mestre dos Arcos                   |             |
|        | São Jerónimo                                                                    | Mestre dos Arcos                                | 1530                          | Políptico do Mestre dos Arcos                   |             |
|        | Santo Antão e o Sátiro                                                          | Mestre dos Arcos                                | 1530                          | Políptico do Mestre dos Arcos                   |             |
|        | Santo Antão e São Paulo Eremita                                                 | Mestre dos Arcos                                | 1530                          | Políptico do Mestre dos Arcos                   |             |
|        | O Nascimento de São João Batista                                                | Gregório Lopes                                  | década de 1530                |                                                 |             |
|        | cristo alla colonna                                                             |                                                 | 1530                          |                                                 |             |
|        | São Jerónimo                                                                    | Jan Sanders van Hemessen                        | 1531                          |                                                 |             |
|        | Anunciação                                                                      | Gregório Lopes                                  | 1535                          |                                                 |             |
|        | Retábulo do Mosteiro da Trindade                                                | Garcia Fernandes                                | 1537                          |                                                 |             |
|        | Martírio de São Sebastião                                                       | Gregório Lopes                                  | 1537                          |                                                 |             |
|        | A Virgem, o Menino e Anjos                                                      | Gregório Lopes                                  | década de 1530                |                                                 |             |
|        | A Transfiguração                                                                | Garcia Fernandes                                | 1537                          | Retábulo do Mosteiro da Trindade                |             |
|        | Ressurreição de Cristo                                                          | Garcia Fernandes                                | 1537                          | Retábulo do Mosteiro da Trindade                |             |
|        | Baptismo de Jesus                                                               | Garcia Fernandes                                | 1537                          |                                                 |             |
|        | Santíssima Trindade                                                             | Garcia Fernandes                                | 1537                          | Retábulo do Mosteiro da Trindade                |             |
|        | Natividade                                                                      | Garcia Fernandes                                | 1537                          |                                                 |             |
|        | Apresentação do Menino no Templo                                                | Garcia Fernandes                                | 1537                          | Retábulo do Mosteiro da Trindade                |             |
|        | Ascensão de Cristo                                                              | Garcia Fernandes                                | 1537                          | Retábulo do Mosteiro da Trindade                |             |
|        | Pentecostes                                                                     | Garcia Fernandes                                | 1537                          | Retábulo do Mosteiro da Trindade                |             |
|        | Apresentação do Menino no Templo                                                | Garcia Fernandes                                | 1538                          |                                                 |             |
|        | Retábulo de Santos-o-Novo                                                       | Gregório Lopes                                  | 1539                          |                                                 |             |
|        | Anunciação                                                                      | Gregório Lopes                                  | 1539                          | Retábulo de Santos-o-Novo                       |             |
|        | Adoração dos Pastores                                                           | Gregório Lopes                                  | 1539                          | Retábulo de Santos-o-Novo                       |             |
|        | Adoração dos Reis Magos                                                         | Gregório Lopes                                  | 1539                          | Retábulo de Santos-o-Novo                       |             |
|        | Cristo no Horto                                                                 | Gregório Lopes                                  | 1539                          | Retábulo de Santos-o-Novo                       |             |
|        | Enterro de Cristo                                                               | Gregório Lopes                                  | 1539                          | Retábulo de Santos-o-Novo                       |             |
|        | Ressurreição de Cristo                                                          | Gregório Lopes                                  | 1539                          | Retábulo de Santos-o-Novo                       |             |
|        | Retábulo de Santa Catarina                                                      | No/unknown value                                | década de 1540                |                                                 |             |
|        | Destruição da Máquina do Martírio de Santa Catarina                             | No/unknown value                                | década de 1540                | Retábulo de Santa Catarina                      |             |
|        | Martírio de Santa Catarina de Alexandria                                        | No/unknown value                                | 1540                          | Retábulo de Santa Catarina                      |             |
|        | Santa Catarina discute com os Doutores                                          | No/unknown value                                | década de 1540                | Retábulo de Santa Catarina                      |             |
|        | Juízo Final                                                                     | No/unknown value                                | década de 1540                |                                                 |             |
|        | Virgem da Anunciação                                                            | Cornelis van Cleve                              | 1541                          |                                                 |             |
|        | Tríptico da Descida da Cruz                                                     | Pieter Coecke van Aelst                         | década de 1540                |                                                 |             |
|        | Retrato de Afonso de Albuquerque                                                | No/unknown value                                | 1545                          |                                                 |             |
|        | Anunciação                                                                      | No/unknown value                                | 1549                          |                                                 |             |
|        | Trânsito da Virgem                                                              | Cristóvão de Figueiredo                         | século XVI                    |                                                 |             |
|        | Adoração dos Reis Magos                                                         | Vicente Gil                                     | século XVI                    |                                                 |             |
|        | Descida de Cristo ao limbo                                                      | Francisco de Holanda                            | 1550                          | Nossa Senhora de Belém                          |             |
|        | Nossa Senhora de Belém                                                          | Francisco de Holanda                            | 1550                          |                                                 |             |
|        | São Jerónimo                                                                    | No/unknown value                                | 1550                          |                                                 |             |
|        | Retrato de Philipp Melanchton                                                   | Lucas Cranach, o Jovem                          | 1550                          |                                                 |             |
|        | Senhora com Rosário                                                             | No/unknown value                                | década de 1550                |                                                 |             |
|        | Portrait of Alessandro de' Medici                                               | Pontormo                                        | 1550                          |                                                 |             |
|        | A Virgem Maria e o Menino Jesus com Santa Ana, São Joaquim e Doadora            | No/unknown value                                | 1550                          |                                                 |             |
|        | Adoração dos Reis Magos                                                         | No/unknown value                                | 1550                          |                                                 |             |
|        | Circuncisão de Jesus                                                            | No/unknown value                                | 1550                          |                                                 |             |
|        | Menino Jesus entre os Doutores                                                  | Quentin Matsys                                  | século XVI                    |                                                 |             |
|        | Male Portrait                                                                   | António Mouro                                   | século XVI                    |                                                 |             |
|        | Pregação de São João Baptista                                                   | Diogo de Contreiras                             | 1554                          |                                                 |             |
|        | Retrato de Maria de Portugal, Duquesa de Parma                                  | António Mouro                                   | 1555                          |                                                 |             |
|        | Retrato de Francisco de Almeida                                                 | No/unknown value                                | 1555                          |                                                 |             |
|        | Caminho do Calvário                                                             | António Campelo                                 | década de 1560                |                                                 |             |
|        | Virgem e o Menino                                                               | Luis de Morales                                 | década de 1560                |                                                 |             |
|        | D. João III e São João Baptista                                                 | Cristóvão Lopes                                 | 1564                          |                                                 |             |
|        | Martírio de Santa Catarina (Gaspar Dias)                                        | Gaspar Dias                                     | século XVI                    |                                                 |             |
|        | Retrato de D. Catarina de Áustria                                               | Cristóvão Lopes                                 | 1565                          |                                                 |             |
|        | Ecce Homo                                                                       | Luis de Morales                                 | 1565                          |                                                 |             |
|        | Cristo com Cruz às Costas                                                       | António Campelo                                 | 1570                          |                                                 |             |
|        | Retrato do Rei D. Sebastião                                                     | Cristóvão de Morais                             | 1571                          |                                                 |             |
|        | Paisagem em Dinant                                                              | Lucas van Valckenborch                          | 1575                          |                                                 |             |
|        | A Natividade                                                                    | Vasco Pereira Lusitano                          | 1575                          |                                                 |             |
|        | Adoração dos Pastores e dos Magos                                               | Vasco Pereira Lusitano                          | 1575                          |                                                 |             |
|        | A Deposição                                                                     | Jacopo Bassano                                  | década de 1580                |                                                 |             |
|        | Pentecostes                                                                     | Fernão Gomes                                    | 1590                          |                                                 |             |
|        | Noli me tangere                                                                 | Francisco Venegas                               | 1590                          |                                                 |             |
|        | Martírio de São João Baptista                                                   | Simão Rodrigues                                 | 1590                          |                                                 |             |
|        | Prisão de São João Baptista                                                     | Simão Rodrigues                                 | 1590                          |                                                 |             |
|        | Nascimento de São João Baptista                                                 | Simão Rodrigues                                 | 1590                          |                                                 |             |
|        | São João Baptista perante Herodes Antipas e Herodíade                           | Simão Rodrigues                                 | 1590                          |                                                 |             |
|        | Morte de São Francisco de Assis                                                 | Bartolomeo Carducci                             | 1593                          |                                                 |             |
|        | Retrato de Margarida Gonzaga, Duquesa de Ferrara                                | Jacopo Ligozzi                                  | 1593                          |                                                 |             |
|        | A Torre de Babel                                                                | Josse de Momper                                 | 1595                          |                                                 |             |
|        | Retrato de Homem                                                                | Geldorp Gortzius                                | 1597                          |                                                 |             |
|        | Retrato de Senhora                                                              | Geldorp Gortzius                                | 1597                          |                                                 |             |
|        | Ecce Homo                                                                       | No/unknown value                                | século XVI                    |                                                 |             |
|        | Aparição de Cristo à Virgem                                                     | Jorge Afonso                                    | século XVI                    | Políptico do Convento da Madre de Deus          |             |
|        | Um nobre jovem                                                                  | No/unknown value                                | século XVI                    |                                                 |             |
|        | Ecce Homo                                                                       | No/unknown value                                | século XVI                    |                                                 |             |
|        | O Infante D. Duarte como Santo Eduardo de Inglaterra                            | No/unknown value                                | século XVI                    |                                                 |             |
|        | Quermesse de Audenaerde                                                         | David Vinckboons                                | 1600                          |                                                 |             |
|        | A Virgem Maria e o Menino Jesus com um Anjo                                     |                                                 | século XVI                    |                                                 |             |
|        | Acampamento                                                                     | Joos de Momper (I)                              | 1600                          |                                                 |             |
|        | Paisagem com as Tentações de Santo Antão                                        | No/unknown value                                | 1600                          |                                                 |             |
|        | Santa Catarina de Alexandria                                                    | No/unknown value Lucas Cranach, o Velho         | século XVI                    |                                                 |             |
|        | Sagrada Família                                                                 |                                                 | século XVI                    |                                                 |             |
|        | Retrato do Cardeal D. Henrique                                                  | Domenico Tintoretto                             | 1600                          |                                                 |             |
|        | Abraão envia Eliezer à procura de mulher para Isaac                             | Pedro Orrente                                   | 1601                          |                                                 |             |
|        | Sagrada Família                                                                 | Alessandro Allori                               | 1602                          |                                                 |             |
|        | A Sagrada Família                                                               | Alessandro Allori                               | 1602                          |                                                 |             |
|        | Ecce Homo                                                                       | Estêvão Gonçalves Neto                          | 1604                          |                                                 |             |
|        | A Adoração da Corte Celestial                                                   | Amaro do Vale                                   | 1612                          |                                                 |             |
|        | Obras de Misericórdia                                                           | Pieter Bruegel, o Jovem                         | século XVII                   |                                                 |             |
|        | Salomé recebe a cabeça de João Baptista                                         | Paulus Moreelse                                 | 1618                          |                                                 |             |
|        | Retrato Masculino (António Gomes da Mata?)                                      | Luis Tristán                                    | 1619                          |                                                 |             |
|        | Os Filisteus atacados de peste em Azot                                          | No/unknown value                                | 1620                          |                                                 |             |
|        | Retrato do Infante Carlos de Áustria                                            | No/unknown value                                | 1621                          |                                                 |             |
|        | Retrato da Infanta Maria de Áustria                                             | No/unknown value                                | 1621                          |                                                 |             |
|        | Interior de Igreja Católica                                                     | Gerrit Houckgeest                               | 1625                          |                                                 |             |
|        | Natureza-morta                                                                  | Jasper Geerards                                 | 1625                          |                                                 |             |
|        | Velho bêbado                                                                    | Adriaen Brouwer                                 | 1625                          |                                                 |             |
|        | Interior da Catedral de Antuérpia                                               | Peeter Neeffs                                   | 1625                          |                                                 |             |
|        | Rendição de uma cidade                                                          | Pieter Snayers                                  | 1625                          |                                                 |             |
|        | Retrato de Senhora                                                              | No/unknown value                                | 1625                          |                                                 |             |
|        | Repúdio de Agar                                                                 | Pedro Orrente                                   | 1625                          |                                                 |             |
|        | Abraão separa-se de Lot                                                         | Pedro Orrente                                   | 1625                          |                                                 |             |
|        | Encontro de Rebeca e Eliezer no Poço                                            | Pedro Orrente                                   | 1625                          |                                                 |             |
|        | Abraão envia Eliezer a Procurar Esposa para Isaac                               | Pedro Orrente                                   | 1625                          |                                                 |             |
|        | Abraão e Isaac a Caminho do Sacrifício                                          | Pedro Orrente                                   | 1625                          |                                                 |             |
|        | O Arrependimento de São Pedro                                                   | José de Ribera                                  | 1626                          |                                                 |             |
|        | Casamento Místico de Santa Catarina                                             | Hendrick van Balen                              | 1628                          |                                                 |             |
|        | Portrait of Lucas Vorsterman the Elder                                          | Antoon van Dyck                                 | década de 1630                |                                                 |             |
|        | Cortesã                                                                         | Jacob Backer                                    | século XVII 1630              |                                                 |             |
|        | Retrato de D. Isabel de Moura                                                   | Domingos Vieira                                 | década de 1630                |                                                 |             |
|        | Grupo Familiar                                                                  | Pieter de Grebber                               | 1630                          |                                                 |             |
|        | Martírio de São Bartolomeu                                                      | No/unknown value                                | 1630                          |                                                 |             |
|        | São Pedro em Lágrimas                                                           | Francisco de Zurbarán                           | 1633                          | Os Doze Apóstolos                               |             |
|        | São Paulo                                                                       | Francisco de Zurbarán                           | 1633                          | Os Doze Apóstolos                               |             |
|        | São João Evangelista                                                            | Francisco de Zurbarán                           | 1633                          | Os Doze Apóstolos                               |             |
|        | Santiago Maior                                                                  | Francisco de Zurbarán                           | 1633                          | Os Doze Apóstolos                               |             |
|        | Santo André                                                                     | Francisco de Zurbarán                           | 1633                          | Os Doze Apóstolos                               |             |
|        | São Felipe                                                                      | Francisco de Zurbarán                           | 1633                          | Os Doze Apóstolos                               |             |
|        | São Bartolomeu                                                                  | Francisco de Zurbarán                           | 1633                          | Os Doze Apóstolos                               |             |
|        | Santiago Menor                                                                  | Francisco de Zurbarán                           | 1633                          | Os Doze Apóstolos                               |             |
|        | São Simão                                                                       | Francisco de Zurbarán                           | 1633                          | Os Doze Apóstolos                               |             |
|        | São Judas Tadeu, ou São Matias                                                  | Francisco de Zurbarán                           | 1633                          | Os Doze Apóstolos                               |             |
|        | São Mateus                                                                      | No/unknown value                                | 1633                          | Os Doze Apóstolos                               |             |
|        | São Tomé                                                                        | No/unknown value                                | 1633                          |                                                 |             |
|        | Martírio de São Sebastião                                                       | Francisco de Zurbarán Clemente Sánchez          | 1634                          |                                                 |             |
|        | Visão de São Francisco de Assis e os Sete Mártires de Marrocos                  | André Reinoso                                   | 1635                          |                                                 |             |
|        | visione di san francesco d'assisi e i sette martiri marrocchini                 | André Reinoso                                   | século XVII                   |                                                 |             |
|        | Vertumno e Pomona                                                               | Jacob Jordaens Peter Paul Rubens                | 1638                          |                                                 |             |
|        | Casamento místico de Santa Catarina                                             | Josefa de Óbidos                                | década de 1640                |                                                 |             |
|        | Moisés no Rochedo de Horeb                                                      | Jacob Willemsz de Wet                           | 1640                          |                                                 |             |
|        | Fumadores                                                                       | David Teniers, Filho                            | 1640                          |                                                 |             |
|        | Regresso da caça                                                                | Philips Wouwerman                               | 1640                          |                                                 |             |
|        | Cristo em casa de Marta                                                         | Pieter de Bloot                                 | 1641                          |                                                 |             |
|        | Natureza-morta                                                                  | Jan Fyt                                         | 1642                          |                                                 |             |
|        | Boa-Ventura                                                                     | Simon de Vos                                    | 1646                          |                                                 |             |
|        | A Virgem circundada de flores                                                   | Jan van Kessel                                  | 1648                          |                                                 |             |
|        | Menino Jesus Peregrino                                                          | Josefa de Óbidos                                | século XVII                   |                                                 |             |
|        | Natureza-morta com fruta                                                        | Antonio de Pereda                               | 1650                          |                                                 |             |
|        | Fumadores                                                                       | Joos van Craesbeeck                             | 1650                          |                                                 |             |
|        | Cena interior com um homem                                                      | Gerrit Dou                                      | 1650                          |                                                 |             |
|        | Homem cozinhando                                                                | Jan Steen                                       | 1650                          |                                                 |             |
|        | Fumadores                                                                       | David Teniers, Filho                            | 1650                          |                                                 |             |
|        | Tentações de Santo Antão                                                        | David Teniers, Filho                            | 1650                          |                                                 |             |
|        | Paisagem com margens de um rio                                                  | Ambrosius Brueghel                              | 1650                          |                                                 |             |
|        | Fruta                                                                           | Cornelis de Heem                                | 1650                          |                                                 |             |
|        | Retrato de Frei Fernando da Cruz                                                | No/unknown value                                | 1650                          |                                                 |             |
|        | Natureza-morta com Cesto de Fruta                                               | Antonio de Pereda                               | 1650                          |                                                 |             |
|        | paesaggio con rive di un fiume                                                  | Ambrosius Brueghel                              | 1650                          |                                                 |             |
|        | Retrato de um homem                                                             | No/unknown value                                | século XVII                   |                                                 |             |
|        | Retrato de Senhora                                                              |                                                 | século XVII                   |                                                 |             |
|        | Casamento Místico de Santa Catarina                                             | Bartolomé Esteban Murillo                       | século XVII                   |                                                 |             |
|        | Natureza-morta com Aprestos de Cozinha                                          | Antonio de Pereda                               | 1651                          |                                                 |             |
|        | Retrato da Rainha Mariana de Áustria                                            | No/unknown value                                | 1652                          |                                                 |             |
|        | Interior da Igreja de Oude, Delft                                               | Louys Elsevier                                  | 1653                          |                                                 |             |
|        | Natureza morta com caixas e vasilhas                                            | Josefa de Óbidos                                | 1655                          |                                                 |             |
|        | Porto de Mar Holandês - Roterdão                                                | Lieve Verschuir                                 | 1655                          |                                                 |             |
|        | Retrato de mulher                                                               | Pieter Nason                                    | 1655                          |                                                 |             |
|        | Vista Panorâmica do Mosteiro e Praia de Belém                                   | Filipe Lobo                                     | 1657                          |                                                 |             |
|        | Natureza morta com fruta, verdura e flores                                      | Josefa de Óbidos                                | década de 1660                |                                                 |             |
|        | Natureza morta                                                                  | Josefa de Óbidos                                | década de 1660                |                                                 |             |
|        | Conversação                                                                     | Pieter de Hooch                                 | 1662                          |                                                 |             |
|        | Visão de São Francisco                                                          | Luca Giordano                                   | 1665                          |                                                 |             |
|        | Retrato do escultor Jacques Buirette                                            | No/unknown value                                | 1665                          |                                                 |             |
|        | Depósito de armas                                                               | David Teniers, Filho                            | 1667                          |                                                 |             |
|        | Abril                                                                           | Josefa de Óbidos Baltazar Gomes Figueira        | 1668                          |                                                 |             |
|        | Adoração dos Pastores                                                           | Josefa de Óbidos                                | 1669                          |                                                 |             |
|        | São José e o Menino                                                             | Josefa de Óbidos                                | 1670                          |                                                 |             |
|        | Natureza morta com melancia e pêra                                              | Josefa de Óbidos                                | 1670                          |                                                 |             |
|        | Harbour of Rotterdam                                                            | Lieve Verschuir                                 | 1670                          |                                                 |             |
|        | Agnus Dei                                                                       | Josefa de Óbidos                                | 1670                          |                                                 |             |
|        | Santa Maria Madalena de Pazzi coroada de espinhos                               | Marcos da Cruz                                  | 1675                          |                                                 |             |
|        | São Paulo Eremita                                                               | Mattia Preti                                    | 1675                          |                                                 |             |
|        | A pitonisa de Endor                                                             | Godfried Schalcken                              | 1675                          |                                                 |             |
|        | Anunciação (Josefa de Óbidos)                                                   | Josefa de Óbidos                                | 1676                          |                                                 |             |
|        | Tocador de Sanfona                                                              | Jacob Toorenvliet                               | 1678                          |                                                 |             |
|        | Passagem de um vau                                                              | Jan Siberechts                                  | 1679                          |                                                 |             |
|        | Retrato equestre de Luís XIV                                                    | René-Antoine Houasse                            | 1679                          |                                                 |             |
|        | Sileno ébrio                                                                    | Luca Giordano                                   | 1680                          |                                                 |             |
|        | Retrato de um homem ou autorretarto                                             | Nicolaes Maes                                   | 1687                          |                                                 |             |
|        | Retrato do Senhor de Noirmont                                                   | Nicolas de Largillierre                         | 1690                          |                                                 |             |
|        | Retrato de D. Francisco de Mascarenhas                                          | No/unknown value                                | século XVII                   |                                                 |             |
|        | Santa Cecília e dois Anjos Músicos                                              | Antiveduto Grammatica                           | século XVII                   |                                                 |             |
|        | Tentações de Santo Antão                                                        | David Rijckaert III                             | século XVII                   |                                                 |             |
|        | Batalha Naval                                                                   | Hendrick Cornelisz Vroom                        | século XVII                   |                                                 |             |
|        | Interior de uma taberna                                                         | Pieter van Laer                                 | século XVII                   |                                                 |             |
|        | Paisagem com figuras                                                            | Josse de Momper                                 | século XVII                   |                                                 |             |
|        | Imaculada Conceição                                                             | No/unknown value                                | 1700                          |                                                 |             |
|        | Imaculada Conceição                                                             | No/unknown value                                | século XVII                   |                                                 |             |
|        | Possível Retrato de Felipe de Sousa                                             | No/unknown value                                | século XVII                   |                                                 |             |
|        | Possivel Retrato de Francisco de Sousa                                          | No/unknown value                                | século XVII                   |                                                 |             |
|        | Possível Retrato de Maria Barreto                                               | No/unknown value                                | século XVII                   |                                                 |             |
|        | Retrato da Rainha Isabel de Bourbon como Princesa das Astúrias                  | No/unknown value                                | século XVII                   |                                                 |             |
|        | Retrato da Rainha Margarida de Áustria                                          | No/unknown value                                | século XVII                   |                                                 |             |
|        | Monges em Oração                                                                | Alessandro Magnasco Antonio Francesco Peruzzini | século XVIII 1701             |                                                 |             |
|        | Retrato de Maria Francisca de Sabóia                                            | António Oliveira de Louredo                     | 1703                          |                                                 |             |
|        | O Poeta e o Pássaro                                                             | Alessandro Magnasco                             | 1710                          |                                                 |             |
|        | Retrato de D. João V e a Batalha do Cabo Matapão                                | Domenico Duprà                                  | século XVIII                  |                                                 |             |
|        | Túmulo Alegórico de Joseph Addison                                              | Donato Creti                                    | 1720                          |                                                 |             |
|        | Retrato de D. Maria Bárbara de Bragança                                         | Pierre-Antoine Quillard                         | década de 1720                |                                                 |             |
|        | Retrato de Antoine Mangin                                                       | Pierre-Antoine Quillard                         | 1720                          |                                                 |             |
|        | Ruínas de Roma Antiga                                                           | Giovanni Paolo Pannini                          | 1725                          |                                                 |             |
|        | Caça ao veado                                                                   | Jean-Baptiste Oudry                             | 1725                          |                                                 |             |
|        | São Jerónimo em Oração                                                          | Pierre Subleyras                                | 1725                          |                                                 |             |
|        | Retrato de Manuel de Azevedo Fortes                                             | Pierre-Antoine Quillard                         | 1727                          |                                                 |             |
|        | Triunfo das Artes                                                               | Giovanni Battista Tiepolo                       | 1729                          |                                                 |             |
|        | Mulher com um jarro                                                             | Giovanni Battista Piazzetta                     | 1730                          |                                                 |             |
|        | D. João V                                                                       | Pierre-Antoine Quillard                         | 1730                          |                                                 |             |
|        | Coroação da Virgem Maria                                                        | Pierre-Antoine Quillard                         | 1730                          |                                                 |             |
|        | Santo Agostinho derrota a heresia                                               | Vieira Lusitano                                 | 1736                          |                                                 |             |
|        | Santa Bárbara                                                                   | Vieira Lusitano                                 | 1736                          |                                                 |             |
|        | Retrato de D. António de Bragança (1695-1757), Infante de Portugal              | No/unknown value                                | 1740                          |                                                 |             |
|        | Retrato de D. Lourenço José Brotas de Lencastre                                 | Vieira Lusitano                                 | 1750                          |                                                 |             |
|        | Fuga para o Egito                                                               | Giovanni Battista Tiepolo                       | século XVIII                  |                                                 |             |
|        | Anunciação                                                                      | André Gonçalves                                 | 1750                          |                                                 |             |
|        | Retrato de Homem                                                                | João Glama Ströberle                            | 1750                          |                                                 |             |
|        | Retrato do Dr. Duheney                                                          | Joshua Reynolds                                 | 1750                          |                                                 |             |
|        | Naufrágio                                                                       | Claude Joseph Vernet                            | 1750                          |                                                 |             |
|        | Retrato de homem                                                                | No/unknown value                                | 1750                          |                                                 |             |
|        | Shipwreck                                                                       | Claude Joseph Vernet                            | 1750                          |                                                 |             |
|        | O Terramoto de 1755                                                             | João Glama Ströberle                            | 1756                          |                                                 |             |
|        | David e Betsabea                                                                | François Boucher                                | 1757                          |                                                 |             |
|        | Duas Irmãs                                                                      | Jean-Honoré Fragonard                           | década de 1760                |                                                 |             |
|        | Retrato do General William Keppel                                               | Joshua Reynolds                                 | 1762                          |                                                 |             |
|        | Retrato de família                                                              | Hugh Barron                                     | 1765                          |                                                 |             |
|        | A Deposição de Cristo no Túmulo                                                 | Giovanni Battista Tiepolo                       | 1767                          |                                                 |             |
|        | Retrato de Sir Richard Glode d'Orpington                                        | John Russell                                    | 1770                          |                                                 |             |
|        | tempio in rovina                                                                | Hubert Robert                                   | década de 1770                |                                                 |             |
|        | Camponesa carregando um feixe de lenha                                          | John Hoppner                                    | 1775                          |                                                 |             |
|        | Templo em Ruínas                                                                | Hubert Robert                                   | 1775                          |                                                 |             |
|        | Retrato feminino                                                                | Jean-Baptiste Perronneau                        | 1776                          |                                                 |             |
|        | Cristo Salvador do Mundo                                                        | Pedro Alexandrino de Carvalho                   | 1778                          |                                                 |             |
|        | Portrait of a lady                                                              | John Smart                                      | 1781                          |                                                 |             |
|        | Retrato de Sir John Orde                                                        | George Romney                                   | 1785                          |                                                 |             |
|        | Retrato do Padre Guilherme Archer                                               | Vieira Portuense                                | 1788                          |                                                 |             |
|        | Autorretrato de Pedro Alexandrino de Carvalho                                   | Pedro Alexandrino de Carvalho                   | 1790                          |                                                 |             |
|        | Narciso na Fonte                                                                | Vieira Portuense                                | 1797                          |                                                 |             |
|        | Júpiter e Leda                                                                  | Vieira Portuense                                | 1798                          |                                                 |             |
|        | São Bruno em oração                                                             | Domingos Sequeira                               | 1799                          |                                                 |             |
|        | Lamentação sobre Cristo Morto                                                   | Vieira Portuense                                | 1800                          |                                                 |             |
|        | Praça da Alegria                                                                | Nicolas-Louis-Albert Delerive                   | década de 1800                |                                                 |             |
|        | O alquimista                                                                    | No/unknown value                                | século XVIII                  |                                                 |             |
|        | Retrato de Homem                                                                | Vieira Portuense                                | 1800                          |                                                 |             |
|        | Cena de Os Lusíadas                                                             | Vieira Portuense                                | século XVIII                  |                                                 |             |
|        | Regresso da Boda                                                                | Nicolas-Antoine Taunay                          | 1801                          |                                                 |             |
|        | Ninfa                                                                           | Louise Marie-Jeanne Hersent                     | século XIX                    |                                                 |             |
|        | João Baptista Verde e Mariana Benedita                                          | Domingos Sequeira                               | 1809                          |                                                 |             |
|        | Retrato de Jácome Ratton                                                        | Thomas Lawrence                                 | 1810                          |                                                 |             |
|        | Retrato de Joaquim Pedro Quintela, 1.º conde de Farrobo                         | Domingos Sequeira                               | 1813                          |                                                 |             |
|        | Retrato da Família do 1.º Visconde de Santarém                                  | Domingos Sequeira                               | 1816                          |                                                 |             |
|        | Retrato de Domingos e Mariana Benedita Vitória de Sequeira                      | Domingos Sequeira                               | 1816                          |                                                 |             |
|        | Retrato de Bocage                                                               | José de Almeida Furtado                         | década de 1820                |                                                 |             |
|        | Retrato de um Infante da Casa Bourbon                                           | Vicente López Portaña                           | 1820                          |                                                 |             |
|        | Retrato de D. João VI (1821)                                                    | Domingos Sequeira                               | 1821                          |                                                 |             |
|        | Alegoria à Constituição de 1822                                                 | Domingos Sequeira                               | 1821                          |                                                 |             |
|        | Retrato de Mariana Benedita Sequeira                                            | Domingos Sequeira                               | 1822                          |                                                 |             |
|        | Adoração dos Magos                                                              | Domingos Sequeira                               | 1828                          |                                                 |             |
|        | Autorretrato de António Manuel de Fonseca                                       | António Manuel da Fonseca                       | 1828                          |                                                 |             |
|        | Coroação da Virgem                                                              | Domingos Sequeira                               | 1830                          |                                                 |             |
|        | Auto-retrato de D. Maria das Dores Furtado                                      | Maria das Dores de Almeida Furtado              | 1840                          |                                                 |             |
|        | Paisagem                                                                        | Jules Dupré                                     | 1850                          |                                                 |             |
|        | Auto-retrato de D. Francisca de Almeida Furtado                                 | Francisca de Almeida Furtado                    | 1865                          |                                                 |             |
|        | O Homem do Cachimbo                                                             | Gustave Courbet                                 | 1868                          |                                                 |             |
|        | Neve                                                                            | Gustave Courbet                                 | 1868                          |                                                 |             |
|        | Retrato de Luís Augusto Ferreira de Almeida                                     | Pierre Jean Edmond Castan                       | 1873                          |                                                 |             |
|        | Delfim Guedes, 1.º Conde de Almedina                                            | Artur Loureiro                                  | 1876                          |                                                 |             |
|        | Retrato do Primeiro Visconde de Azevedo Ferreira                                | Columbano Bordalo Pinheiro                      | 1881                          |                                                 |             |
|        | Cesto de Rosas                                                                  | Henri Fantin-Latour                             | 1891                          |                                                 |             |
|        | Andrómeda                                                                       | No/unknown value                                | século XIX                    |                                                 |             |
|        | Auto-retrato                                                                    | José da Cunha Taborda                           | século XIX                    |                                                 |             |
|        | trittico della discesa dalla croce                                              |                                                 |                               |                                                 |             |
|        | São Pedro                                                                       | Nuno Gonçalves                                  |                               |                                                 |             |

∑ 455 items.